# Коваленко Олександр Миколайович (генерал)

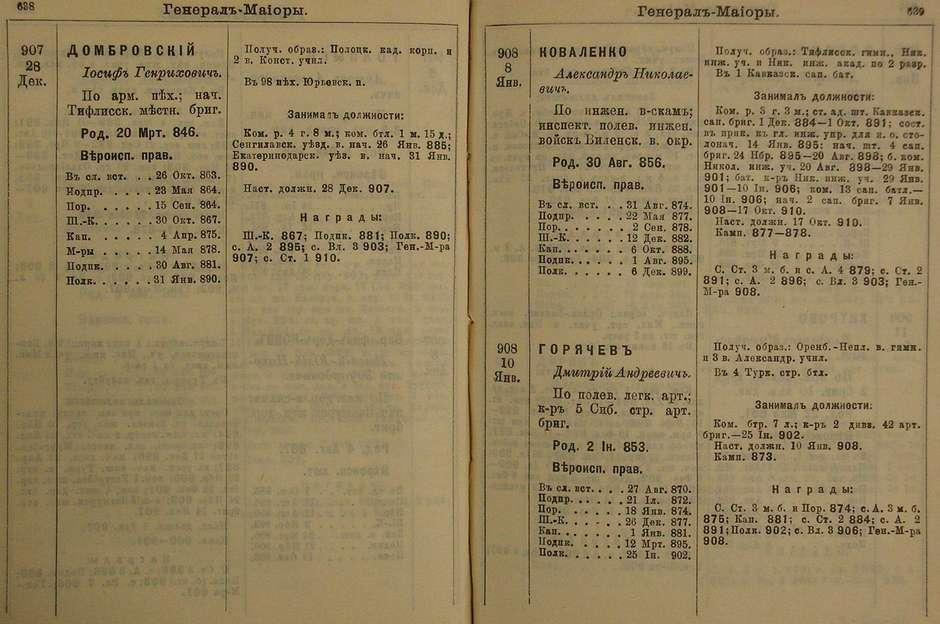
Сторінки 638 та 639 зі «Списку генералам за старшинством на 1911 рік» містять дані про генерал-майора О. М. Коваленко

Олександр Миколайович Коваленко (рос. Александр Николаевич Коваленко; 30 серпня 1856 — не раніше 1916) — російський воєначальник. Генерал-лейтенант Російської імператорської армії (з 1908).

## Біографія
Навчався у Тифліській гімназії. На військовій службі з 31 серпня 1874.
Випускник Миколаївського інженерного училища. У 1877 році в чині підпоручика направлений в 1-й Кавказький батальйон.
Учасник Російсько-турецької війни (1877—1878).
Закінчив Миколаївську інженерну академію за 1-м розрядом.
Із грудня 1884 по жовтень 1891 року служив старшим ад'ютантом штабу Кавказької саперної бригади.
Із 14.01.1895 був прикомандирований до Головного інженерного управління, виконував обов'язки столоначальника.
Із 24.11.1895 по 20.08.1898 — начальник штабу 4-ї саперної бригади.
Із 29.01.1901 по 10.06.1906 — батальйонний командир Миколаївського інженерного училища.
Із 10.06.1906 командував 13-м саперним батальйоном.
Із 08.01.1908 по 17.10.1910 — начальник 2-ї саперної бригади.
Потім до кінця листопада 1912 року служив інспектором польових інженерних військ Віленського військового округу.
Інспектор інженерної частини Віленського військового округу (з 29.11.1912)
Учасник Першої світової війни. Із жовтня 1914 — помічник начальника інженерного постачання Північно-Західного фронту.
Із 21 січня 1915 року — начальник інженерного постачання армій Північно-Західного фронту.
У 10.07.1916 знаходився в тій же посаді на Західному фронті.
Подальша доля — невідома.

## Чини
- Підпоручник (22.05.1877).
- Поручик (02.09.1878.
- Штабскапітан (12.12.1882).
- Капітан (06.10.1888).
- Підполковник (01.08.1895).
- Полковник (06.12.1899).
- Генерал-майор (08.01.1908; за відміну).
- Генерал-лейтенант (08.01.1914; за відміну).

## Нагороди
- Орден Святого Станіслава 3-го ступеня з мечами та бантом (1879).
- Орден Святої Анни 4-го ступеня (1879).
- Орден Святої Анни 2-го ступеня (1896).
- Орден Святого Володимира 3-го ступеня (1903).
- Орден Святого Станіслава 1-го ступеня (1911).
- Орден Святої Анни 1-го ступеня (ВП 22.02.1915).
- Орден Святого Володимира 2-го ступеня (ВП 18.03.1916).